# Anelaphus tikalinus
Anelaphus tikalinus är en skalbaggsart som beskrevs av Chemsak och Noguera 2003. Anelaphus tikalinus ingår i släktet Anelaphus och familjen långhorningar.
Artens utbredningsområde är Guatemala. Inga underarter finns listade i Catalogue of Life.